# Городищенське
Городи́щенське — село в Україні, у Стрийському районі Львівської області. Населення становить 554 особи. У селі побачите дерев'яну церкву св. Архистратига Михайла 1888.

## Політика

### Парламентські вибори, 2019
На позачергових парламентських виборах 2019 року у селі функціонувала окрема виборча дільниця № 460331, розташована у приміщенні школи.
Результати
- зареєстровано 334 виборці, явка 48,50%, найбільше голосів віддано за «Європейську Солідарність» — 23,46%, за «Голос» — 20,37%, за «Слугу народу» — 17,28%.[2] В одномандатному окрузі найбільше голосів отримав Андрій Кіт (самовисування) — 51,23%, за Володимира Гаврона (Голос) — 25,31%, за Олега Канівця (Громадянська позиція) — 6,79%[3].